# Višňová (ort i Mellersta Böhmen)
Višňová är en ort i Tjeckien.   Den ligger i regionen Mellersta Böhmen, i den centrala delen av landet, 50 km söder om huvudstaden Prag. Višňová ligger 415 meter över havet och antalet invånare är 598.
Terrängen runt Višňová är platt åt nordväst, men åt sydost är den kuperad. Runt Višňová är det ganska glesbefolkat, med 32 invånare per kvadratkilometer. Närmaste större samhälle är Příbram, 9,9 km väster om Višňová. I omgivningarna runt Višňová växer i huvudsak blandskog.